# Phiomorpha
A parvordem Phiomorpha está contida na ordem Rodentia e compreende várias famílias viventes e extintas de roedores africanos. Junto com Anomaluromorpha e talvez †Zegdoumyidae, essa parvordem representa uma das primeiras colonizações da África por roedores.
Durante o Oligoceno, a África não estava conectada com outros continentes. A teoria mais aceita sugere que os roedores primeiro evoluíram na Laurásia e dispersaram a partir de lá. Embora a Europa, Ásia e América do Norte fossem massas continentais distintas durante o Eoceno e Oligoceno, elas passaram por considerável intercâmbiod e espécies visto a estreita faixa de mar que separava-as. As massa de terra que formavam Gondwana estavam mais isoladas entre si, o que conferiu às faunas únicas da Austrália, América do Sul e em menor grau, África.
Embora Hystricognathi tenha evoluído a partir de Hystricomorpha primitivos na Ásia, eles migraram para a África em seguida. Phiomorpha representa o clado que evoluiu a partir desses ancestrais. embora já tenha sido muito diversa, essa parvordem só possui duas espécies de Thryonomys, Petromus typicus e a família Bathyergidae.

## Famílias
Compreende as famílias atuais Thryonomyidae, Petromuridae, e Bathyergidae e seus parentes extintos.  Hystricidae (porcos-espinhos) são às vezes incluídos em Phiomorpha, mas muitos autores consideram basais a Hystricognathi, ou somente à família Diatomyidae.  Estudos moleculares sugerem que Diatomyidae pertence à Phiomorpha, mas isso contrasta com estudos morfológicos.
- Pardordem Phiomorpha
  - Família †Myophiomyidae
  - Família †Diamantomyidae
  - Família †Phiomyidae
  - Família †Kenyamyidae
  - Família Petromuridae
  - Família Thryonomyidae
  - Parvordem Bathyergomorpha
    - †Paracryptomys - incertae sedis
    - Família Bathyergidae
    - Família †Bathyergoididae